# Jad Ja'ari

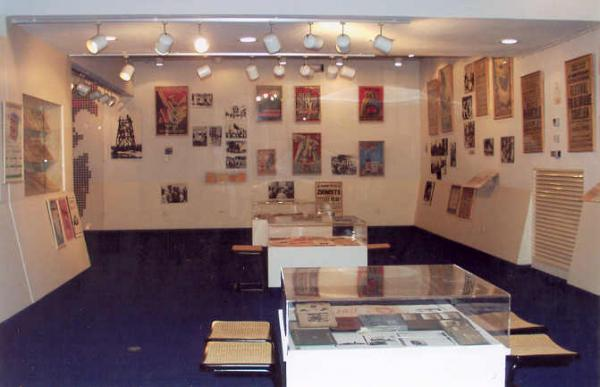
Výstavní prostory v Jad Ja'ari

Jad Ja'ari (hebrejsky: יד יערי, doslova Ja'ariho památník, plným jménem ha-Merkaz le-tij'ud ve-chakar šel ha-Šomer ha-ca'ir, המרכז לתיעוד וחקר של השומר הצעיר, doslova Centrum pro dokumentaci a výzkum ha-Šomer ha-ca'ir) je archiv a badatelské centrum umístěné ve vzdělávacím komplexu Giv'at Chaviva v severním Izraeli.

## Dějiny
Vzniklo v roce 1983 za účelem dokumentace a výzkumu dějin levicového sionistického hnutí ha-Šomer ha-ca'ir a s ním spojených organizací jako kibucového hnutí ha-Kibuc ha-arci nebo strany Mapam. Památník pořádá výstavy, semináře a vydává publikace. Pojmenován je podle izraelského levicového politika Me'ira Ja'ariho. Cílem instituce bylo uchovat kolektivní paměť na hnutí ha-Šomer ha-ca'ir, šířit poznatky o jeho dějinách, studovat jeho historii a zabránit snahám zkreslovat jeho historický význam a upozaďovat jeho roli. Zabývá se obsáhle i podílem ha-Šomer ha-ca'ir na protinacistickém odboji. Odborným poradcem institutu je profesor Matitjahu Mintz z Telavivské univerzity. Ředitelem je דודו אמיתי - Dudu Amiti.